# دب كودياك
دببة الكودياك وتُعرف أيضاً بالدببة البنية الألاسكية، هو أكبر أنواع الدببة البنية بوزن يصل إلى 680 كغم، وهو يعيش في جزر أرخبيل الكودياك الواقعة في جنوب غرب ألاسكا. واسمه التقليدي في لغة «الألَطيق» (لغة السكان الأصليين لسواحل ألاسكا الجنوبية) هو «طاقوكاق».

## الوصف

### التصنيف
كان عالم التصنيف «س.ه.مريم» هو أول من أدرك كون دببة الكودياك نوعاً مستقلاً من الدببة، وقد سماها نسبة إلى عالم التاريخ الطبيعي الروسي الشهير «د.ألكسندر فون مِدّندروف». المراجعات التصنيفية اللاحقة دمجت معظم دببة أمريكا الشمالية البنية في تحت نوع واحد (Ursus arctos horribilis)، لكن بقيت دببة الكودياك تُصنف كتحت نوع مستقل (Ursus arctos middendorffi). التحقيقات الحديثة في بعض العيّنات الجينيّة لدببة من كودياك أظهرت أنهم أقرباء للدببة البنية التي توجد في شبه جزيرة ألاسكا وكَمشاتكا-روسيا. ويبدو أن دببة الكودياك كانت منعزلة جينيّاً منذ العصر الجليدي الأخير على الأقل (من 10,000 إلى 12,000 سنة)، وهناك اختلاف جيني ضئيل جداً في ما بين دببة الكودياك نفسها. بالرغم من أن دببة الكودياك الموجودة حالياً معافاة وخصبة جنسياً، إلى أنها ربما تكون معرّضة لأمراض جديدة وطفيليات أكثر من الدببة البنية الأخرى.

### اللون
لون شعرها يتراوح ما بين الأشقر والبرتقالي (بشكل أكبر للإناث والدببة من الأجزاء الجنوبية من الأرخبيل) والبني الداكن. وكثيراً ما تحتفظ الدياسم (اسم صغار الدببة) بخاتم أبيض حول رقبتها لأول سنتين من حياتها. ولون دببة الكودياك مشابه للون الدببة الرمادية، والتي هي قريبة جداً منهم نسبياً.

### الحجم

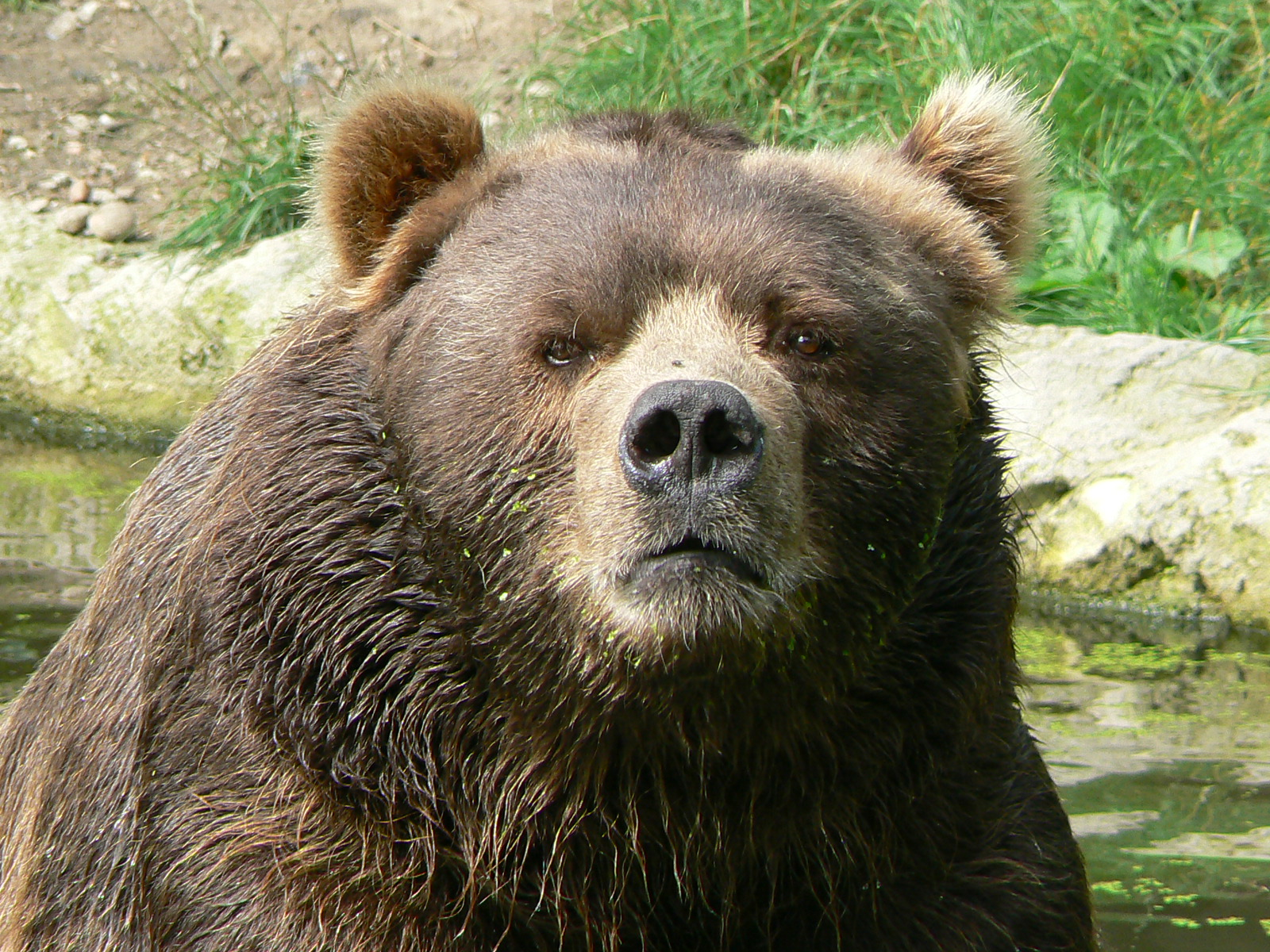
ذكر دب كودياك.

تم وَزنُ دببة كودياك قليلة في البرية، ومن ثم فكل أوزانها المكتوبة هنا مقدّرة بدون قياس. يتراوح وزن الإناث من 250 إلى 350 كغم، والذكور من 400 إلى 700 كغم. أما الذكور البالغة فيتراوح وزنها بالمتوسط خلال السنة من 475 إلى 535 كغم تقريباً، وفي أقصى وزن تبلغه خلال السنة فيُمكن أن يصل وزنها إلى 750 كغم. الإناث غالباً ما تكون أصغر بـ20% من الذكور وأخف بـ30% منها. وتصل دببة الكودياك إلى حجمها الكامل عندما يبلغ عمرها 6 سنوات. عندما تخرج دببة الكودياك في فصل الربيع من أوكارها التي قضت فيها السبات الشتوي يكون وزنها قد انخفض بمقدار يتراوح من 20 إلى 30%، ويزيد بنفس المقدار خلال أواخر فصل الخريف حين تستعد للسبات الشتوي. وفي الأسر، يُمكن أن تزداد كثيراً أوزان دببة الكودياك، وأكبر وزن مسجل لدب كودياك في الأسر هو 1,100 كغم.
يتراوح ارتفاع ذكر بالغ عند كتفه من دببة الكودياك وهو يقف على قوائمه الأربعة من 1.05 إلى 1.35 متر تقريباً (وفي بعض الحالات الاستثنائية يصل إلى 1.5 متر). أما عندما يقف منتصباً على قدميه الخلفيّتين فيُمكن أن يصل ارتفاع ذكر بالغ إلى 3 أمتار. وعندما يُشير الصيّادون إلى دب بارتفاع ثلاثة أمتار فهم يُقدّرون طوله مع جلده، ولكن ثخانة جلد الدببة تتغير خلال السنة (حيث تزداد في الشتاء لتقيها من البرد) ومن ثم فإن ارتفاع الدب يتغير خلال العام. وهذا يجعل تقديم قياس دقيق أمراً مستحيلاً لعدم وجود طريقة موثوقة للمقارنة بين الدببة.
الطريقة المثالية لتقدير حجم الدببة هي قياس حجم جماجمها. معظم منظّمات الصيد في أمريكا الشمالية تستخدم «المِسماك» لقياس طول الجمجمة (المسافة بين الجزء الخلفي من الرأس والأسنان الأمامية) وعرضها (أقصى مسافة بين عظام الوجنتين). وإجمالي حجم الجمجمة هو مجموع هذين القياسين. أكبر دب قُتل في أمريكا الشمالية كان من نوع الكودياك وبلغ إجمالي حجم جمجمته 78.1 سم. ويبلغ متوسط حجم جماجم دببة الكودياك التي قلتها الصيادون خلال السنوات الخمس الأولى من القرن العشرين ما يُقارب 60 سم.

## مناطق تواجده

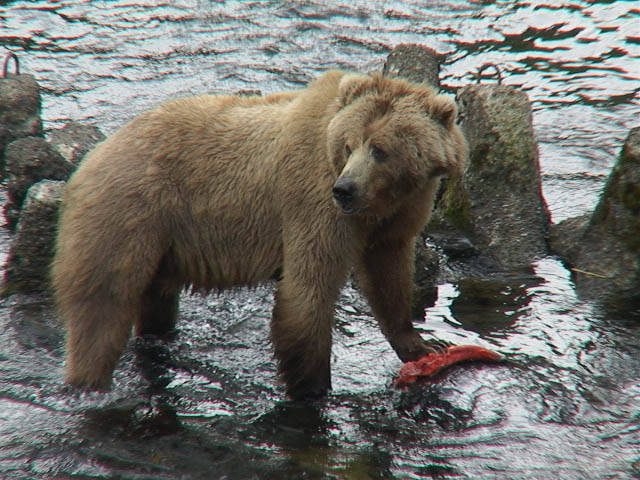
دب كودياك يتناول سمكة السلمون

- يتواجد دب كودياك بالعموم بالأرخبيل كودياك ذات المناخ البارد، والظروف المناخية المعتدلة، على الرغم أن الاخبيل لايغطي أكثر من 213.000 كم2 والتي تحتوي على التضاريس الغنية بالمزايا كالغابات الكثيفة المشكلة من شجرة التنوب سيتكا في الجزر الشمالية، إلى الجبال الجليدية في الارتفاعات الحادة التي تصل إلى 7089 كم على طول جزر كودياك والتلال والسهول الجرداء المسطحة على الطرف الجنوبي من الأرخبيل.
- نصف جزيرة كودياك هي عبارة عن محمية وطنية تسمى الملجأ الوطني للحياة البرية كودياك. والنصف الأخر يعيش فيها البشر بحوالي 14000 نسمة في المدن والقرى.

غذائه
- يتناول دب كودياك عادة السلمون الذي يمر عبر أنهار الأرخبيل والذي يهاجر من أيار إلى سبتمبر في معظم الارخبيل ويستهلك خمسة أنواع من السلمون والذي يأتي ليفرخ في البحيرات والجدوال. وبعد هجرة السلمون يتناول الدب لوازمه الطاقوي بأكل الأعشاب. أما في الخريف وأوائل الصيف الماضي، فهو يستهلك التوت البري وبعض الأعشاب البحرية واللافقاريات الصغيرة في بعض الشواطئ، على الغم أن أرخبيل كودياك مليئ بالغزلان والأيائل والماعز البري إلا أنه لاتسجل افتراسات كثيرة على مستوى دب كودياك.

## السلوك
التفاعل مع الدببة الأخرى
- دب كودياك هو في العادة انفرادي، ولكن عندما يتركز الغذاء في منطقة صغيرة كالبحيرات والجداول التي تتواجد فيها أسماك السلمون، أو التوت البري أو حتى حيوانات نافقة والقمامات البشرية فهي تتواجد في مجموعات كبيرة تتراوح أعدادها 60 دبا في منطقة 2.6 كم2 على العموم، ويلاحظ تعاونها في بعض الأحيان في التشارك في الغذاء كمجموعة واحدة.

التفاعل مع البشر

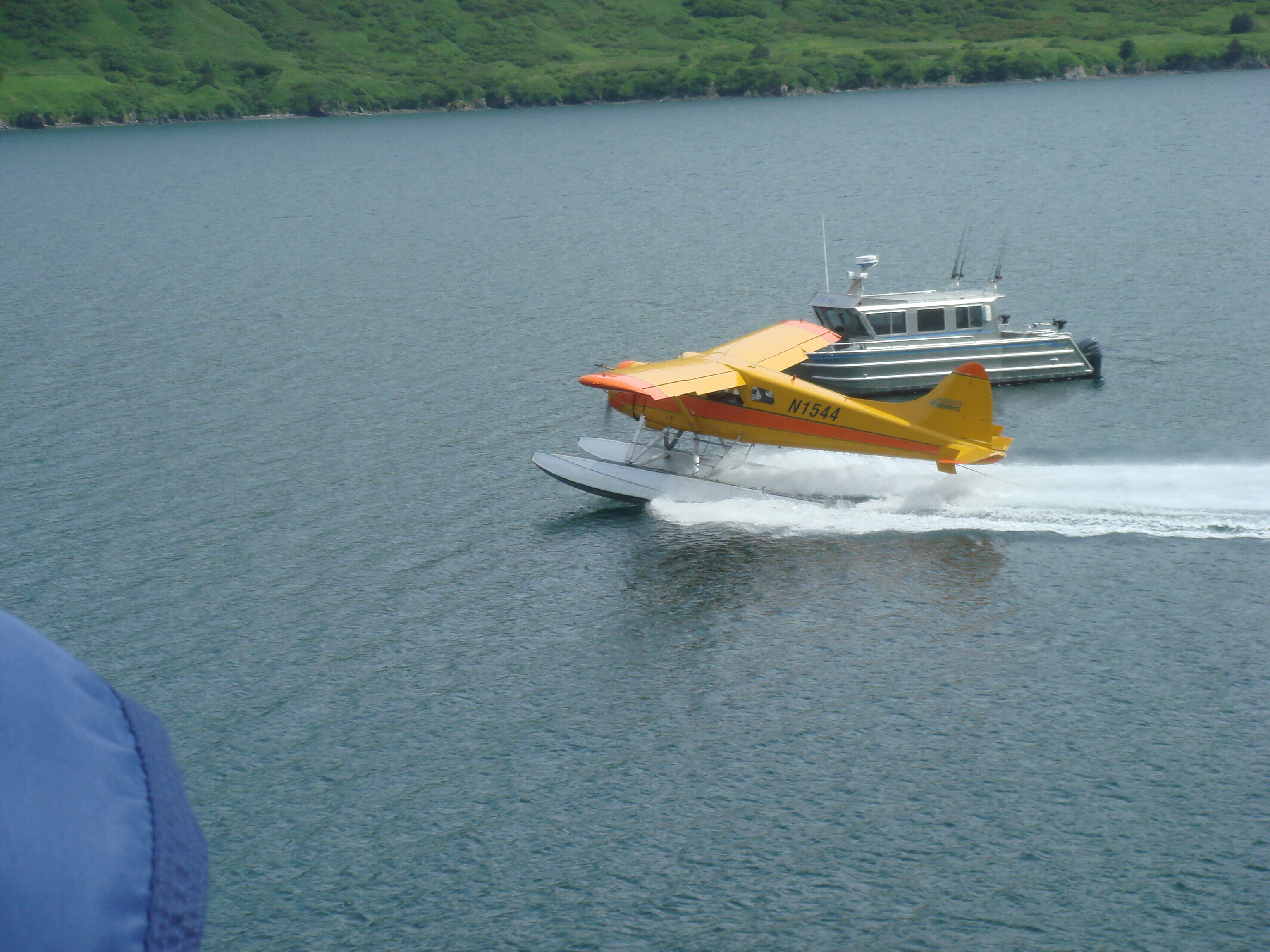
طائرة خاصة لتنظيم رحلات في الأرخبيل متواجدة في جزيرة توت العليق

- في معظم الحالات تعتبر دببة كودياك خجولة ومحاولة التجنب من البشر، وتعتبر أبرز الاستثناءات عندما تكون الدببة مهددة أو إجتذبها غذاء البشر أو القمامة أو أي شيء يهدده.

وتعتبر أبرز هجوم على البشر هي عام 1999 الذي وقع في جزيرة توت العليق وهي جزء من أرخبيل كودياك وكانت الضحية صيادان يلعبان هواية الصيد.
مشاهدة الدب
- في السنوات الأخيرة، أصبحت مشاهدة دببة كودياك تزداد شعبية في أرخبيل كودياك، وتنظيم رحلات لمشاهدتها مباشرة، وتعتبر نهر فريزر أشهر المناطق التي يمكن رؤيتها فيها بكثرة لأنها تحتوي على مصدر غذائه الأول، وقد تم إحصاء 1100 زائر سنة 2007 وبذلك تم تنظيم خطط لتطوير هذه السياحة بتوفير رحلات جوية وأرضية في الأرخبيل.